# Ajrat Išmuratov
Ajrat Rafailovič Išmuratov (rusky Айрат Рафаилович Ишмуратов, * 28. června 1973) je Volžský Tatar, který se narodil rusko-kanadskému skladateli, dirigentovi a klezmerskému klarinetistovi. Je to dirigent a skladatel v komorním orchestru Nouvelle Generation v Montrealu, klarinetista montrealské klezmerské skupiny Kleztory a hostující profesor univerzity Laval v kanadském Quebecu.

## Mládí
Išmuratov se narodil a vyrůstal v Kazani, hlavním a největším městě ruské republiky Tatarstán, jako druhé dítě Razimi Išmuratové (Gatina) a Rafaila Išmuratova. Studoval hru na klarinet na Kazaňské hudební škole N3, Kazaňské hudební univerzitě a Kazaňské konzervatoři. V roce 1996 odpromoval.

## Kariéra
V roce 1998 se Išmuratov natrvalo přestěhoval do kanadského Montrealu, kde získal magisterský titul na Montrealské univerzitě, kde studoval u Andre Moisana. Poté založil Muczynski Trio s Luo Di-Cello a Evgenii Kirjnerovou na klavír, které získalo 1. cenu a velké ocenění na Národním hudebním festivalu (Kanada, 2002) a 1. cenu na 8. mezinárodní soutěži komorní hudby v Krakově (Polsko, 2004).

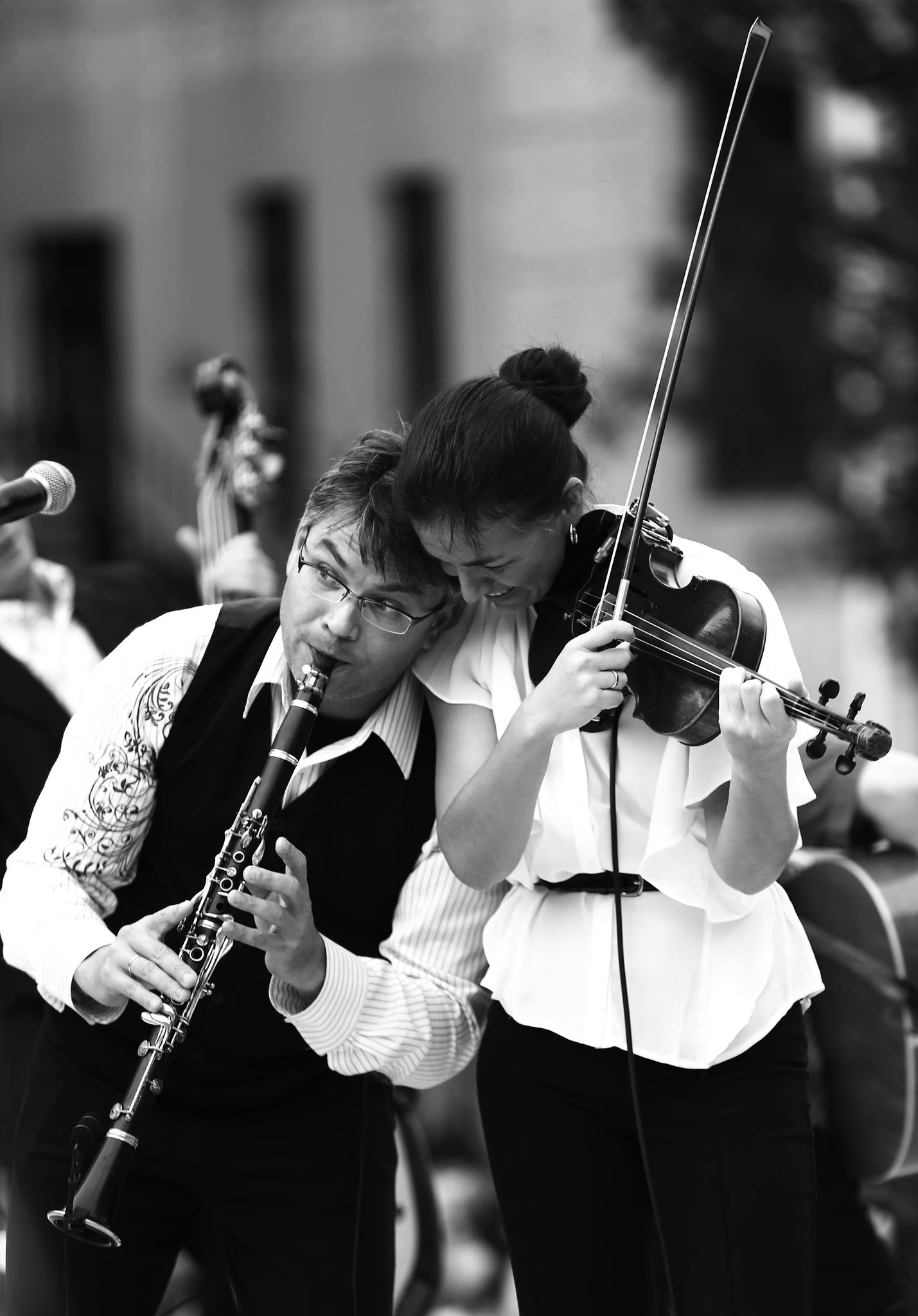
Airat Ichmouratov a Elvira Misbakhová během představení Kleztory. Šanghaj, Čína, srpen 2013

### Dirigent
Išmuratova první dirigentská práce, po obdržení jeho doktorátu v orchestru dirigování na Montrealské univerzitě v roce 2005, byla s komorním orchestrem Les Violons du Roy v Quebecu, kde byl asistentem dirigenta Bernarda Labadiea. Ichmouratov během let 2009–2011 zastával funkci rezidentního dirigenta v Quebeckém symfonickém orchestru v, kde asistoval izraelskému dirigentovi a skladateli Yoavi Talmiovi. V roce 2011 narychlo nahradil Yulie Turovského a začal dirigovat I Musici Chamber Orchestra de Montréal na turné po USA, Brazílii a Peru. V říjnu 2011 debutoval s Tatarskou akademickou státní operou a Baletním divadlem (Rusko) a byl znovu vyzván, aby dirigoval Pucciniho Turandot a Verdiho Rigoletto v průběhu sezóny 2012–13 a na následujícím evropském turné.

### Kleztory
V roce 2000 se Išmuratov připojil ke klezmerské skupině Kleztory, ve které v současné době hraje na klarinet, komponuje a skládá. Skupina v roce 2012 získala na Mezinárodním klezmerském festivalu cenu Furth a podařilo se jí vyhrát na soutěži v Amsterdamu, díky čemuž se objevila na Furthském klezmerském festivalu v průběhu následujícího jara.

### Hudební skladatel
Hudba Airata Išmuratova byla hrána v širokém spektru souborů a hudebníků v zemích po celém světě. A to včetně Maxima Vengerova, Quebeckého symfonického orchestru, Orchestre Metropolitain, Tchajpejského symfonického orchestru, Les Violons du Roy, New Orfordského smyčcového kvartetu, Yulia Turovského a I Musici de Montreal, Komorního orchestru Polského rozhlasu Amádeus.
Ichmouratov byl jmenován jako rezidenční skladatel 2012 na „Concerts aux Iles du Bic“, v roce 2013 skladatelem léta v Orfordském centru umění a v roce 2015 skladatelem léta při 17. ročníku festivalu Classique des Hautes-Laurentides. Od roku 2010 je Ichmouratov partnerským skladatelem v Kanadském hudebním centru.